# Ondřej Pukl
Ondřej Pukl (* 28. Mai 1876 in Všeničná, Příbram; † 9. Februar 1936 in Prag) war ein böhmischer Mittelstreckenläufer.
Bei den Olympischen Spielen 1900 in Paris schied er über 800 m im Vorlauf aus. im 1500-Meter-Lauf schaffte er es bei neun Teilnehmern nicht, unter die besten sechs zu kommen.
Ondřej Pukl war beim SK Přerov (Prerau) tätig. Im Zivilberuf war er Chemiker. 